# Цурков (село)
Цурков (укр. Цурків) — село в Мизочской поселковой общине Ровненского района Ровненской области Украины.
До 2020 года входило в Здолбуновский район.
Население по переписи 2001 года составляло 426 человек. Почтовый индекс — 35713. Телефонный код — 3652. Код КОАТУУ — 5622685603.